# Jorge Cramez
Jorge Cramez (Angola, 23 de abril de 1963) é um cineasta português.
Licenciou-se em Ciências da Comunicação pela Universidade Nova de Lisboa em 1988. Concluiu o estágio na Cinemateca Portuguesa e frequentou o curso de Cinema, na área de Montagem, na Escola Superior de Teatro e Cinema (1991-94). Foi colaborador do Jornal de Letras, na sua secção de cinema.
Trabalha como anotador e assistente de realização, tendo colaborado com João César Monteiro, João Mário Grilo, José Álvaro Morais, Werner Schroeter, Joaquim Leitão - Adão e Eva (1995) - e Luís Filipe Rocha. A sua primeira longa-metragem, O Capacete Dourado, marcou presença na Competição Internacional do Festival de Cinema de Locarno, em 2007.

## Filmografia
- Amor Amor (2018)
- Na Escola, curta metragem (2010)
- O Capacete Dourado (2007)
- Nunca Estou Onde Pensas Que Estou (2005)
- Venus Velvet (2002)
- Erros Meus (2000)
- Desvio (1996)